# Eugorgia aurantiaca
Eugorgia aurantiaca is een zachte koraalsoort uit de familie Gorgoniidae. De koraalsoort komt uit het geslacht Eugorgia. Eugorgia aurantiaca werd in 1860 voor het eerst wetenschappelijk beschreven door Horn. 